# Повелители хаоса
«Повелители хаоса» (англ. Lords of Chaos) — биографический триллер режиссёра Юнаса Окерлунда, посвящённый трагическим событиям вокруг норвежской блэк-металлической сцены начала 1990-х. Сценарий фильма основан на одноимённой книге американского журналиста Майкла Мойнихена и норвежского публициста Дидрика Сёдерлинда. Главные роли исполнили: Рори Калкин, Эмори Коэн, Джек Килмер и Скай Феррейра. Композиторами ленты выступила исландская группа Sigur Rós.
Премьера фильма состоялась на кинофестивале Сандэнс в 2018 году. 8 февраля 2019 года он был выпущен в широкий прокат в США, премьера в Великобритании состоялась 29 марта того же года.

## Сюжет
В начале 1980-х молодой гитарист по имени Эйстейн Ошет (Евронимус) формирует первую блэк-металлическую-группу Норвегии — Mayhem, куда помимо него входят Некробутчер (бас-гитара), Манхейм (ударные) и Мэниак (вокал). Вскоре Мэниак и Манхейм покидают коллектив, им на смену приходят барабанщик Хеллхаммер и вокалист Дэд, проявляющий саморазрушительное поведение на концертах — нанося себе увечья и бросая свиные головы в «позёров». На одном из шоу группа знакомится с фанатом по имени Варг Викернес, Евронимус проявляет к нему высокомерие.
Страдающий от депрессии Дэд совершает самоубийство — перерезав вены и выстрелив в голову из ружья. Евронимус возвращается домой и обнаруживает мёртвого музыканта, но вместо того, чтобы сразу позвонить в полицию, он фотографирует его, расположив ружье и нож более живописно в кадре. После того, как тело забирают, Евронимус собирает куски черепа Дэда, чтобы сделать ожерелье; это вызывает отвращение у Некробутчера и он уходит из группы.
Вскоре после этого Евронимус открывает музыкальный магазин «Helvete» («Ад»), который становится своеобразным центром для местных блэк-металлистов, таких как Варг (Burzum), Фенриз (Darkthrone), Фауст из Emperor. Норвежское блэк-металлическое сообщество получает название «Black Circle» («Черный круг»). Пытающийся самоутвердиться Варг ссорится с Евронимусом и сжигает местную церковь (мотивируя это для себя антихристианскими убеждениями) с целью произвести впечатление на других участников «Черного круга». Когда Варг ставит под сомнение статус Евронимуса как лидера «Черного круга», музыкант также поджигает другую церковь (вместе с Фаустом и Варгом).
Евронимус записывает дебютный альбом Mayhem, De Mysteriis Dom Sathanas, вместе с Варгом (бас), Блэкторном (гитара) и Аттилой Чихаром. В процессе работы между ним и Варгом возникает спор о главенстве в группе.
После того, как в Норвегии начинается волна поджогов церквей, Фауст жестоко убивает гея, после чего полиция связывает эти инциденты с блэк-металлической сценой. Полиция проводит обыски и закрывает «Helvete». В свою очередь, Варга арестовывают как главного подозреваемого после интервью в газете, где он утверждает, что был тем, кто сжег церкви и убил гея. Однако вскоре его освобождают из-за отсутствия доказательств.
Разозлённый Евронимус начинает угрожать Варгу расправой. 10 августа музыкант отправляется в Осло, чтобы поговорить с Евронимусом. Между ними возникает перепалка, переходящая в поножовщину, во время которой Варг убивает Евронимуса. На следующий день новость об убийстве музыканта распространяется по всей стране. Варга арестовывают и приговаривают к тюремному заключению по обвинению в убийстве Евронимуса и в поджоге нескольких церквей.

## В ролях
- Рори Калкин — Евронимус
- Эмори Коэн — Варг Викернес
- Энтони Де Ла Торре[англ.] — Хеллхаммер
- Джек Килмер — Дэд
- Скай Феррейра — Энн-Марит
- Вальтер Скарсгард[англ.] — Фауст
- Сэм Коулман — Металион
- Джонатан Барнуэлл — Некробутчер
- Уилсон Гонсалес Оксенкнехт[англ.] — Блэкторн
- Лусиан Чарльз Кольер — Оккультус[англ.]
- Эндрю Лаввель — Фенриз
- Арион Чихар — Аттила Чихар

## Выпуск
Премьера фильма состоялась на кинофестивале Сандэнс — 23 февраля 2018 года в Парк-Сити, штат Юта.
В октябре 2018 года было объявлено о начале проката в США в первой половине 2019 года, дистрибьютором ленты выступила компания Gunpowder & Sky. В свою очередь, британский прокат должен начаться 29 марта 2019 года, права на его распространение получила фирма Arrow Films.
Рейтинг фильма на сайте Rotten Tomatoes составляет 71 % на основе 55 рецензий, со средней оценкой 6.4/10. В свою очередь, средняя оценка на портале Metacritic равна 47 баллам из 100, что равняется «смешанному рейтингу».

## Критика
Музыкант Варг Викернес раскритиковал фильм, выразив недовольство сценарием фильма и актёром, исполнившим роль Варга:
Итак, вы только что посмотрели «Повелителей хаоса», фильм, где меня играет толстый еврейский актер. Кстати, я скандинав... Итак, этот толстый актер-еврей говорит в фильме то, что я никогда не говорил в реальной жизни; он делает вещи, которые я никогда не делал. Он совершает вещи по причинам, которых у меня никогда не было; знал людей, о которых я, на самом деле, даже не слышал.

Весь фильм высосан из пальца. Как вы, наверное, знаете, весь фильм посвящен очернению, и в нем полностью игнорируются факты ... Когда в один прекрасный момент вы понимаете, что этот фильм — просто куча выдуманной лажи, я предлагаю вам немного подумать над этой концепцией и понять, что я не единственный в истории, кто подвергнут диффамации. Диффамация – обычное оружие, которым пользуются те, кто не любят европейцев.Варг Викернес, 2019